# European Network of Heads of Nature Conservation Agencies
Das European Network of Heads of Nature Conservation Agencies (ENCA) ist das Netzwerk der nationalstaatlichen europäischen Naturschutzagenturen.

## Organisation
Das Organising Committee, die sogenannte „Troika“, plant die Agenda der Treffen und ist für Organisation und externe Gäste zuständig.
ENCA besitzt ein ständiges Sekretariat, das die Arbeit unterstützt. Es befindet sich beim österreichischen Umweltbundesamt in Wien.

## Mitgliedsorganisationen
| Land                               | Organisation                                                                              | kurz               | englisch                                                                              | Beschreibung / Aufgaben |
| ---------------------------------- | ----------------------------------------------------------------------------------------- | ------------------ | ------------------------------------------------------------------------------------- | --- |
| Tschechien                         | Agentura ochrany přírody a krajiny České Republikne                                       | AOPK [ČR]          | Agency for Nature Conservation and Landscape Protection of the Czech Republic (ANCLP) | Amt des Tschechischen Umweltministeriums für Umwelt- und Landschaftsschutz                                                                               |
| Deutschland                        | Bundesamt für Naturschutz                                                                 | BfN                | German Federal Nature Conservation Agency                                             | Bundesbehörde für Planung und Durchführung des Naturschutzes auf Bundesebene                                                                             |
| Schweiz                            | Bundesamt für Umwelt / Office fédéral de l’environnement / Ufficio federale dell’ambiente | BAFU / OFEV / UFAM | [Swiss] Federal Office for the Environment (FOEN)                                     | Amt des Eidgenössischen Departement für Umwelt, Verkehr, Energie und Kommunikation                                                                       |
| Vereinigtes Königreich/ Wales      | Countryside Council for Wales / Cyngor Cefn Gwlad Cymru                                   | CCW                | Countryside Council for Wales                                                         | Schutz der Landschaft von Wales, seiner Küstengewässer, der Naturreserven und Kulturgüter                                                                |
| Kroatien                           | Državni zavod za zaštitu prirode                                                          | DZZP               | State Institute for Nature Protection (SINP)                                          | Behörde für die Erhaltung und Verbesserung des Umwelt |
| Italien                            | Istituto Superiore per la Protezione e la Ricerca Ambientale                              | ISPRa              | Institute for Environmental Protection and Research                                   | Institut des Ministero dell'Ambiente e della Tutela del Territorio e del Mare für Umwelt- und Meeresschutz und nachhaltige Nutzung der Biodiversität     |
| Vereinigtes Königreich             | Joint Nature Conservation Council                                                         | JNCC               | Joint Nature Conservation Council                                                     | Fördert den Naturschutz im Vereinigten Königreich, incl. Nordirland, Wales, Schottland und England, in Hinsicht auf Natur-, Erholungswert und Wirtschaft |
| Estland                            | Keskkonnaamet                                                                             |                    | [Estonian] Environmental Board                                                        | Umweltagentur des Estnischen Umweltministeriums (Keskkonnaministeeriumi), fördert den Naturschutz in Estland                                             |
| Vereinigtes Königreich/ England    | Natural England                                                                           | NE                 | Natural England                                                                       | Fördert den Naturschutz in England |
| Niederlande                        | Planbureau voor de Leefomgeving                                                           | PBL                | [Netherlands] Environmental Assessement Agency                                        | Nationale Behörde für Umweltplanung, Natur und Raumplanung                                                                                               |
| Vereinigtes Königreich/ Schottland | NatureScot / Buidheann Nàdair na h-Alba                                                   |                    | NatureScot                                                                            | Fördert das natürliche Erbe Schottlands und will Menschen für die Bewahrung der Natur und Nachhaltigkeit gewinnen                                        |
| Österreich                         | Umweltbundesamt                                                                           | UBA                | Environment Agency Austria                                                            | Amt des Lebensministeriums (Bundesministerium für Land- und Forstwirtschaft, Umwelt und Wasserwirtschaft)                                                |
| Litauen                            | Valstybinė saugomų teritorijų tarnyba [prie Aplinkos ministerijos]                        | VSTT               | [Lithuanian] State Service of Protected Areas [under the Ministry of Environment]     | Amt des Litauischen Umweltministeriums für Schutzgebiete                                                                                                 |
| Slowenien                          | Zavod Republike Slovenije za varstvo narave                                               | ZRSVN              | Institute of the Republic of Slovenia for Nature Conservation (IRSNC)                 | Das Institut fördert den Naturschutz in Slowenien und die Umsetzung von Natura 2000                                                                      |